# Al-Muhtadee Billah Bolkiah
Al-Muhtadee Billah Bolkiah (arabiska: المهتدي بالله بلقية), född 17 februari 1974 i Bandar Seri Begawan, är sultanen av Bruneis förstfödde son och arvtagare. Han är son till sultan Hassanal Bolkiah och drottning Saleha. 9 september 2004 gifte han sig med sjuttonåriga Sarah Pengiran Salleh.